# Crassula alba
Crassula alba là một loài thực vật có hoa trong họ Crassulaceae. Loài này được Forssk. miêu tả khoa học đầu tiên năm 1775.